# Gare de Pouilly-sous-Charlieu
La gare de Pouilly-sous-Charlieu est une gare ferroviaire de bifurcation, fermée, d'une section fermée de la ligne du Coteau à Montchanin et de la ligne de Pouilly-sous-Charlieu à Clermain. Elle est située à Pouilly-sous-Charlieu , dans le département de la Loire, en France.
Ouverte en 1882, elle est fermée au service des voyageurs en 1938 et à celui des marchandises en 2005. Les dernières voies de la gare sont déposées en 2015. Seul subsiste le bâtiment voyageurs d'origine, réaffecté et réaménagé en résidence de logements locatifs.

## Situation ferroviaire
Établie à 263 mètres d'altitude, la gare de Pouilly-sous-Charlieu, est située au point kilométrique (pk) 18,275 de la ligne du Coteau à Montchanin, entre les gares fermées de Vougy et d'Iguerande. Gare de bifurcation, elle est également l'origine de la ligne de Pouilly-sous-Charlieu à Clermain, avant la gare fermée de Charlieu.

## Histoire
La gare de Pouilly-sous-Charlieu est mise en service le 1er juin 1882 par la Compagnie des chemins de fer de Paris à Lyon et à la Méditerranée (PLM), lorsqu'elle ouvre à l'exploitation la section, à voie unique, du Coteau à Paray-le-Monial.
Elle devient une gare de bifurcation le 1er mars 1883, lors de l'ouverture de la ligne de Pouilly-sous-Charlieu à Clermain par le PLM.
En 1911, la gare figure dans la Nomenclature des gares stations et haltes du PLM. C'est une gare de la 4e section de la ligne PLM de Roanne à Montchanin, située entre la gare de Vougy et la gare d'Iguerande, c'est également la gare d'origine, avant la gare de Charlieu, de la ligne PLM de Pouilly-sous-Charlieu à Chalon-sur-Saône. Elle peut recevoir des dépêches privées, elle est : « ouverte au service complet de la grande vitesse, à l'exclusion des chevaux chargés dans des wagons écuries s'ouvrant en bout et des voitures à 4 roues, à deux fonds et à deux banquettes dans l'intérieur, omnibus, diligence, etc. » ; et « ouverte au service complet de la petite vitesse, à l'exclusion des Chevaux chargés... ».

Vues d'ensembles de la gare vers 1900
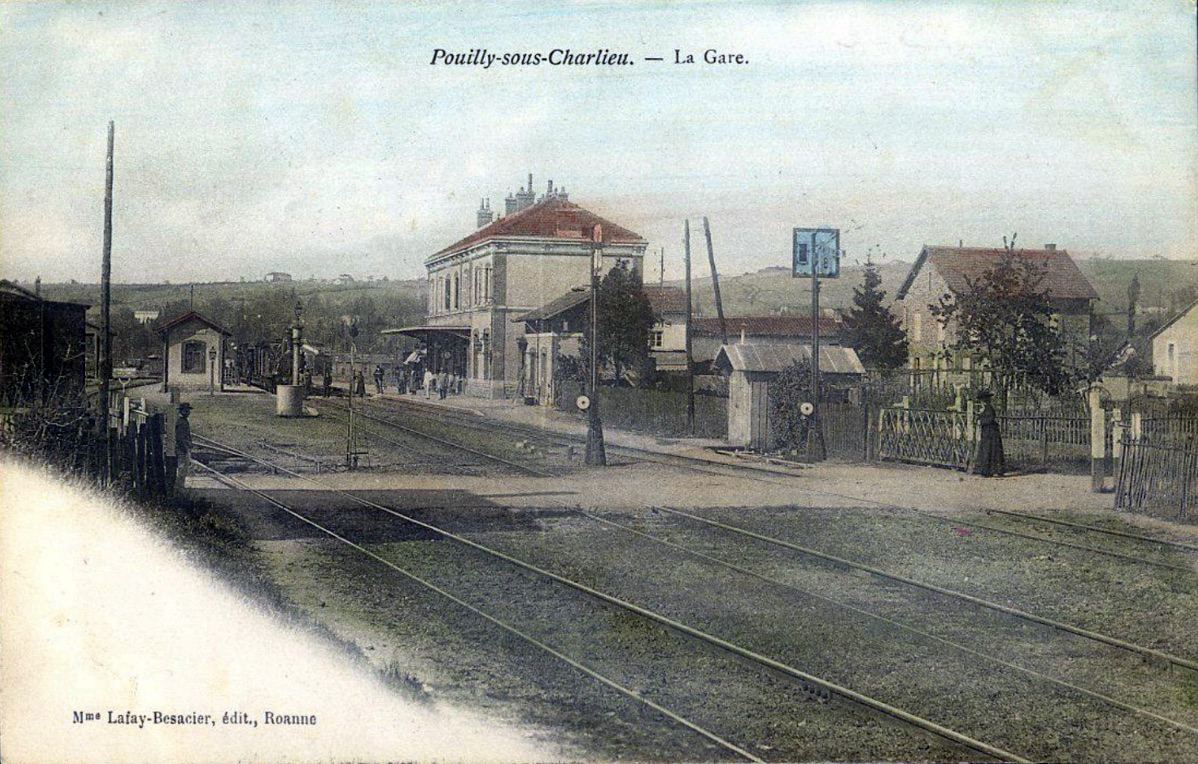
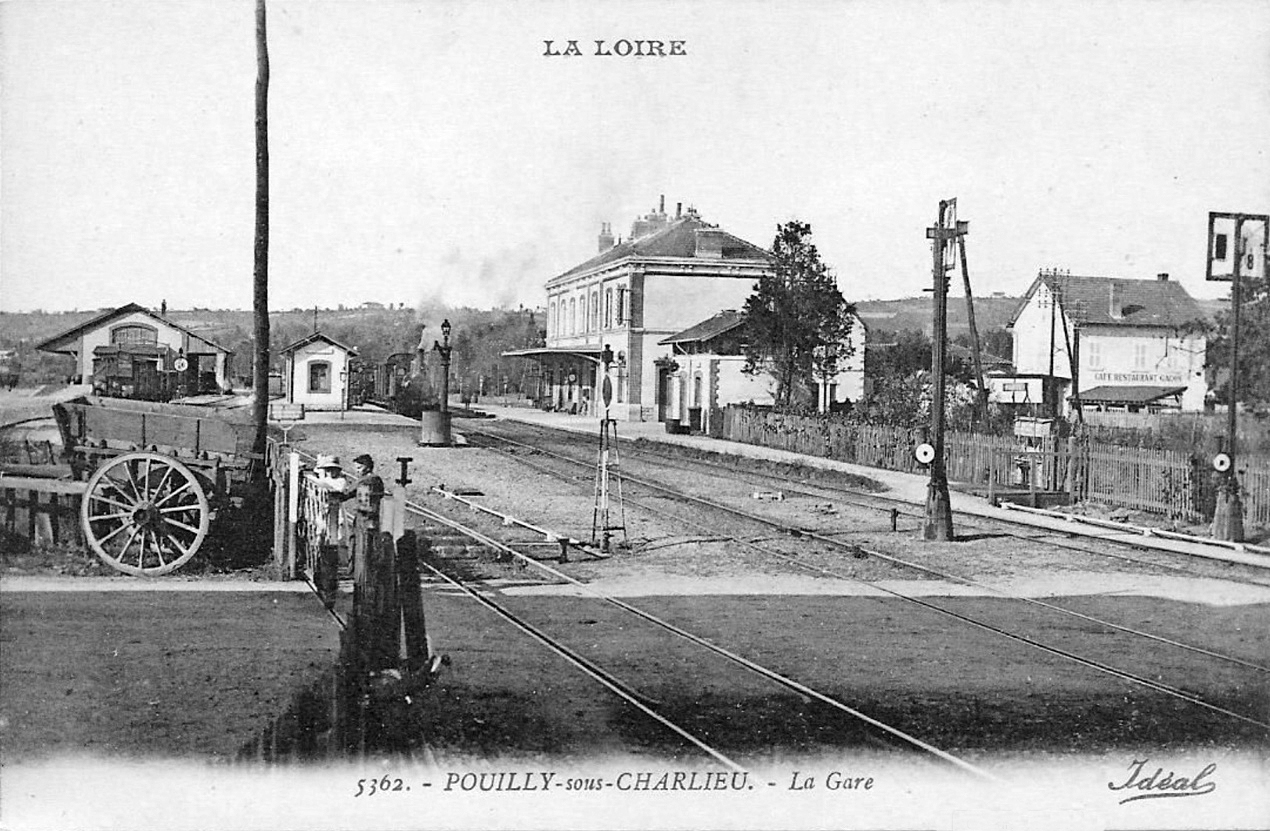
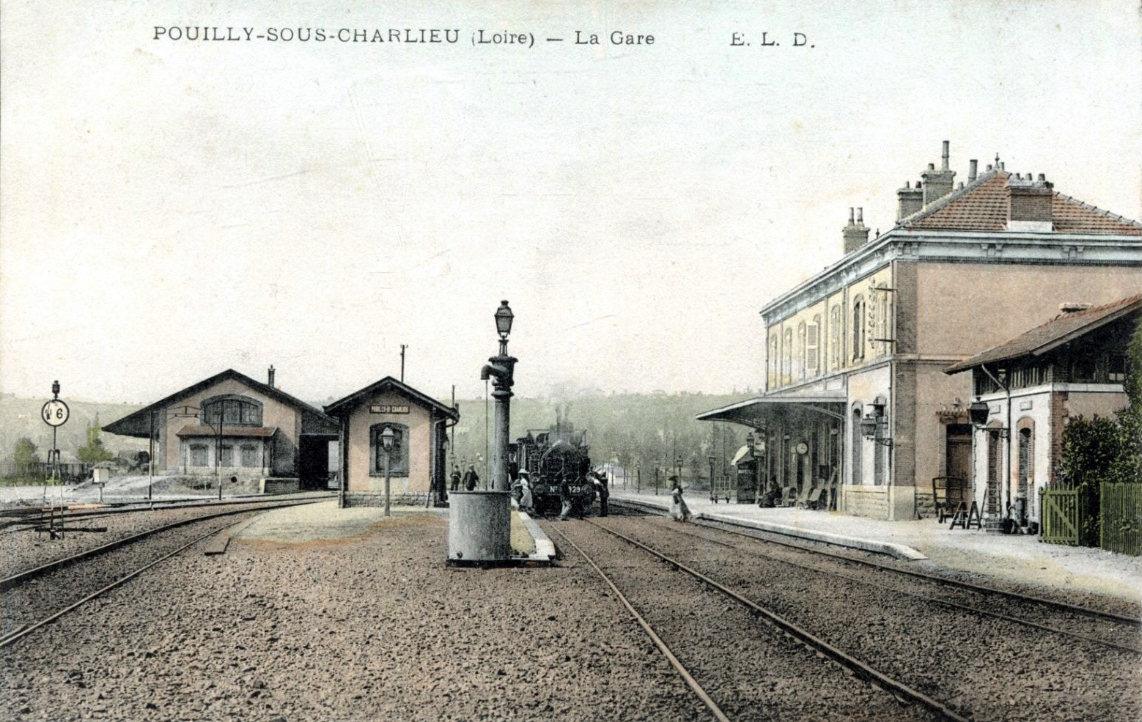

Le service des voyageurs ferme sur la ligne de Pouilly-sous-Charlieu à Clermain le 2 octobre 1938. et deux ans plus tard, la gare est totalement fermée au service des voyageurs lors de l'arrêt de ce service du Coteau à Pouilly-sous-Charlieu, le 20 mai 1940, section de la ligne du Coteau à Montchanin. Néanmoins il y a des circulations voyageurs par trains mixtes en 1943 et des voitures voyageurs sont ajoutées à des trains de marchandises de 1943 à 1947.
Le service des marchandises est fermé le 15 octobre 1954 de Pouilly-sous-Charlieu à Iguerande. Mais le dernier train de marchandises circule, sur Le Coteau à Pouilly-sous-Charlieu et Pouilly-sous-Charlieu à Charlieu, en mai 2005, la fermeture officielle à ce service n'intervenant que le 6 juin 2013,. Les voies de la gare sont déposées en 1996/1997 et en 2015,.

## Patrimoine ferroviaire
L'ancien bâtiment voyageur est toujours présent, il est réaffecté et réaménagé en une résidence d'appartement en locations. L'ancienne halle à marchandises, en ruine en 2005 n'est plus présente sur le site.